# Tsutomu Yamaguchi
Tsutomu Yamaguchi (山口 彊 Yamaguchi Tsutomu?) (16 de marzo de 1916 - 4 de enero de 2010) fue un ingeniero japonés, testigo y única víctima oficialmente reconocida que sobrevivió a la explosión de las dos bombas atómicas lanzadas por Estados Unidos sobre Hiroshima y Nagasaki en agosto de 1945.

## Historia
Yamaguchi, ingeniero de profesión, se encontraba en Hiroshima de viaje de negocios el 6 de agosto de 1945. Aunque la explosión de la bomba atómica se produjo a tres kilómetros de donde él se encontraba, resultó herido con quemaduras de gravedad en todo su cuerpo. Tres días después, cuando regresó a Nagasaki, su ciudad natal, revivió de nuevo la experiencia de una detonación atómica. Yamaguchi se encontraba una vez más a unos tres kilómetros del centro de la explosión, salvando su vida.
Aunque figuraba en la lista de los hibakusha de Nagasaki, no fue hasta 2009 cuando el Gobierno japonés reconoció también a Yamaguchi como superviviente de la bomba de Hiroshima, convirtiéndose en la única persona reconocida oficialmente por el Gobierno en haber sobrevivido ambos acontecimientos ocurridos durante los últimos días de la Segunda Guerra Mundial, aunque existen otros casos no reconocidos por el Gobierno.
En sus últimos años, Yamaguchi decidió contar su historia y se convirtió en un activista contra la creación de armas nucleares. Según reporta The Independent, él veía su terrible experiencia como un destino y un "camino sembrado por Dios" para transmitir lo que pasó.
Aunque Tsutomu Yamaguchi es la única persona que ha sido reconocida oficialmente como superviviente de los dos ataques nucleares, el Museo de la Paz de Hiroshima calcula que pudieron existir 165 personas con las mismas circunstancias.